# Cuaespinós del Marañón
El cuaespinós del Marañón (Synallaxis maranonica) és una espècie d'ocell de la família dels furnàrids (Furnariidae) que viu als matolls àrids i pis inferior del bosc decidu del nord de Perú.